# Dicobaltoctacarbonyl
Dicobaltoctacarbonyl ist ein zweikerniger Komplex, bei dem zwei Cobaltkerne von acht Carbonylliganden umgeben sind.

## Darstellung
Der Komplex kann durch die Reaktion von Cobalt(II)-salzen (z. B. Cobalt(II)-acetat oder Cobalt(II)-carbonat) unter hohem Kohlenstoffmonoxid-Druck hergestellt werden. Oftmals wird diese Reaktion in Anwesenheit von Cyanidsalzen durchgeführt.
{\displaystyle \mathrm {2\ Co(CH_{3}CO_{2})_{2}\cdot 4\ H_{2}O+8\ (CH_{3}CO)_{2}O+8\ CO+2\ H_{2}\longrightarrow } }{\displaystyle \mathrm {Co_{2}(CO)_{8}+20\ CH_{3}CO_{2}H} }
{\displaystyle \mathrm {2\ CoCO_{3}+8\ CO+2\ H_{2}\longrightarrow Co_{2}(CO)_{8}+2\ H_{2}O+2\ CO_{2}} }

## Eigenschaften
Dicobaltoctacarbonyl ist ein orangefarbener Feststoff (größere Kristalle sind rot), der sich bei 52 °C zu Tetracobaltdodecacarbonyl [Co4(CO)12] zersetzt. Auch bei Raumtemperatur zersetzt sich der Komplex an Luft langsam unter Freisetzung von Kohlenstoffmonoxid.
Der Komplex liegt im Gleichgewicht zwischen zwei Strukturen, von denen eine aus zwei trigonal-bipyramidal-koordinierten Cobaltkernen mit einer Bindung zwischen den Cobaltatomen, die andere aus einem durch zwei Carbonylliganden verbrückten Molekül besteht. Das Gleichgewicht liegt auf der Seite der verbrückten Komplexspezies. Die Bindungslänge zwischen den Cobaltkernen im verbrückten Komplex beträgt 252 pm, die Co–C-Bindung zu den terminalen Carbonylen ist 180 pm, zu den verbrückenden Carbonylen 190 pm lang.

## Verwendung
Dicobaltoctacarbonyl wird in der Pauson-Khand-Reaktion zur Synthese von Cyclopentenonen benötigt. Hierbei liefert es durch Abspaltung von zwei Carbonyliganden die Cobaltspezies, die zur Addition an das eingesetzte Alkin dient. Gleiches gilt für die Nicholas-Reaktion, zu der dieselbe Cobaltspezies benötigt wird.
Durch Hydrierung des Komplexes bildet sich der einkernige Komplex [CoH(CO)4].
{\displaystyle \mathrm {[Co_{2}(CO)_{8}]\ +\ H_{2}\longrightarrow \ 2\ [CoH(CO)_{4}]} }
Dieser Komplex wird als Katalysator für die Hydroformylierung eingesetzt. Dabei wird Dicobaltoctacarbonyl mit Wasserstoff umgesetzt, so dass Cobaltcarbonylhydrid als katalytisch wirkende Spezies entsteht.
Die technische Synthese von Phenylbrenztraubensäure nutzt die Verbindung als Katalysator bei der doppelten Carbonylierung von Benzylchlorid mittels Kohlenmonoxid und Wasser.
Durch Reduktion mit elementaren Alkalimetallen können [Co(CO)4]−-Ionen gebildet werden.
{\displaystyle \mathrm {[Co_{2}(CO)_{8}]\ +\ 2\ Na\longrightarrow \ 2\ Na[Co(CO)_{4}]} }